# Andrej Imrich
Andrej Imrich (ur. 9 stycznia 1948 w Mniszku) – słowacki duchowny katolicki, biskup pomocniczy spiski w latach 1992–2015.

## Życiorys
Święcenia kapłańskie otrzymał 8 czerwca 1974.

## Episkopat
4 czerwca 1992 papież Jan Paweł II mianował go biskupem pomocniczym diecezji spiskiej, ze stolicą tytularną Castellum Titulianum. Sakry biskupiej 11 lipca 1992 udzielił mu ówczesny ordynariusz Spiszu – bp František Tondra.
15 października 2015 papież przyjął jego rezygnację z pełnionego urzędu.